# Житичі-Полісся (Житомир)
ВК «Житичі-Полісся» — український чоловічий волейбольний клуб із міста Житомира.

## Історія

### Колишні назви
- Житичі — 2017–2019
- Житичі-ЖНАЕУ — 2019–2020
- Житичі-ПНУ — 2020–2022
- Житичі-Полісся — 2022–

Заснований у 2017 році.
Склад клубу «Житичі-ПНУ» — фіналіста (срібного призера) Кубка України 2021: Рудницький, Бондар, Лизанець, Щекалюк, Євстратов, Дідович; Попов, Руденко, Омельченко.
Склад клубу «Житичі-ЖНАЕУ» — володаря Кубка України: Микола Рудницький (капітан), Володимир Остапенко, Олександр Наложний, Віталій Бондар, Микита Лубан, Микола Куранов, Анатолій Хваста, Микола Мороз, Артур Гандзій, Олег Антонюк, Артем Омельченко, Роман Калатинець, Дмитро Кузьменко.

## Склад команди

### Гравці
Сезон 2024/2025 
| №  | Ім'я, прізвище        | Дата народження | Позиція               |
| -- | --------------------- | --------------- | --------------------- |
| 2  | Мілош Арсеноскі       | 05.10.1995      | Зв'язуючий            |
| 4  | Дмитро Шаповал        | 02.03.1997      | Діагональний          |
| 5  | Павло Плотнік         | 09.07.2002      | Центральний блокуючий |
| 7  | Владислав Антоненко   | 11.11.2003      | Центральний блокуючий |
| 8  | Андрій Стеблецький    | 29.11.2000      | Зв'язуючий            |
| 9  | Віктор Шаповал        | 08.04.1992      | Діагональний          |
| 11 | Микола Рудницький (К) | 18.09.1981      | Центральний блокуючий |
| 12 | Горден Брова          | 08.04.1991      | Ліберо                |
| 14 | Микита Лубан          | 14.09.1997      | Догравальник          |
| 15 | Микита Арбузов        | 03.01.1995      | Догравальник          |
| 18 | Ян Єрещенко           | 06.04.1990      | Догравальник          |
| 19 | Олександр Гладенко    | 03.12.1991      | Центральний блокуючий |
| 22 | Анатолій Хваста       | 14.03.1991      | Ліберо                |
| 24 | Мирослав Князєв       | 28.09.2004      | Догравальник          |

## Усі сезони
| Сезон   | Ліга       | Місце                          | Кубок            | Суперкубок | Єврокубки   |
| ------- | ---------- | ------------------------------ | ---------------- | ---------- | ----------- |
| 2017/18 | Перша ліга | 1                              |                  |            |             |
| 2018/19 | Вища ліга  | 1                              | Попередній раунд |            |             |
| 2019/20 | Суперліга  | Не був дограний через COVID-19 | Переможець       |            |             |
| 2020/21 | Суперліга  | 4                              | Фіналіст         | Фіналіст   |             |
| 2021/22 | Суперліга  | 4                              |                  | Переможець |             |
| 2022/23 | Суперліга  | 4                              | 1/4 фіналу       |            |             |
| 2023/24 | Суперліга  | 3                              | 3                |            | 1/32 фіналу |
| 2024/25 | Суперліга  | 2                              | Попередній раунд | Фіналіст   | 1/32 фіналу |

## Досягнення
Чемпіонат України
- Чемпіон Першої Ліги України: 2017/2018.

- Чемпіон Вищої Ліги України: 2018/2019.

- Срібний призер України : 2024–2025.
- Бронзовий призер України : 2023–2024.

Кубок України
- Переможець Кубка України: 2019/2020[5].

- Фіналіст Кубка України: 2020/2021.

Суперкубок України
- Переможець Суперкубка України: 2021[6].

- Фіналіст Суперкубка України:  2020[7],2024.

## Люди

### Тренер
- Сергій Терейковський (2017–до сьогодні)

### Гравці
- Володимир Остапенко
- Андрій Тупчій
- Віталій Щитков
- Сергій Євстратов
- Микола Рудницький
- Богдан Мазенко
- Ян Єрещенко
- Олександр Гладенко
- Горден Брова

### Легіонери
- Ален Дідович
- Лука Бабич
- Андрія Віліманович
- Якоб Ройнік
- Мілош Арсеноскі